# فلوتتوزوماب
فلوتتوزوماب (به انگلیسی: Flotetuzumab) (INN ; کد توسعه MGD006) یک آنتی‌بادی است. که برای درمان لوسمی میلوئید حاد طراحی شده‌است.
این دارو توسط شرکت MacroGenics , Inc در حال توسعه است.